# Czchorocku (gmina)
Gmina Czchorocku (gruz. ჩხოროწყუს მუნიციპალიტეტი) – jednostka administracyjna należąca do Megrelii-Górnej Swanetii w Gruzji. Według danych na rok 2014 gminę zamieszkiwało 22 309 osób, a gęstość zaludnienia wyniosła 36 os./km2.
W skład gminy wchodzi 1 miasto – Czchorocku (siedziba) oraz 12 wsi.

## Galeria

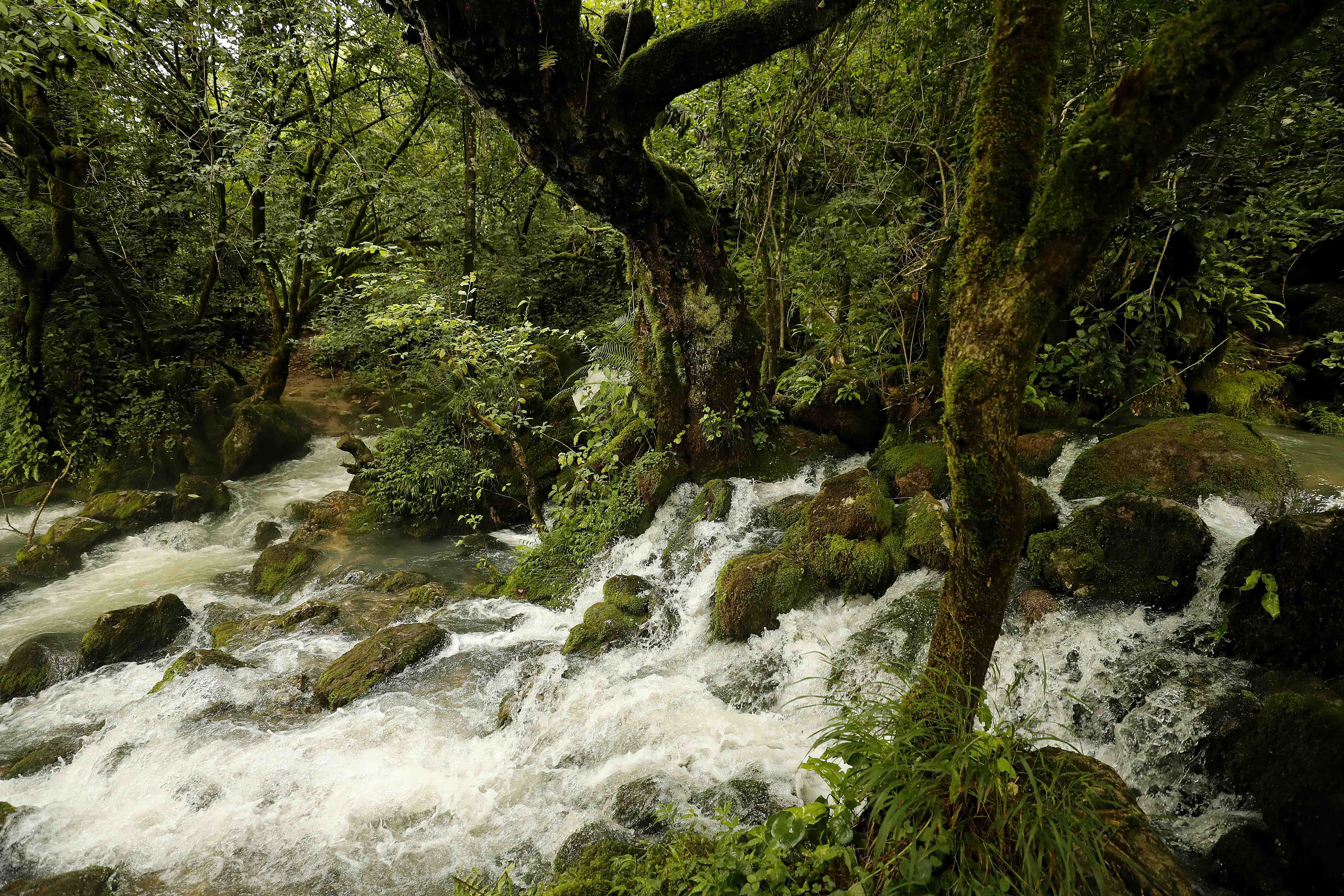
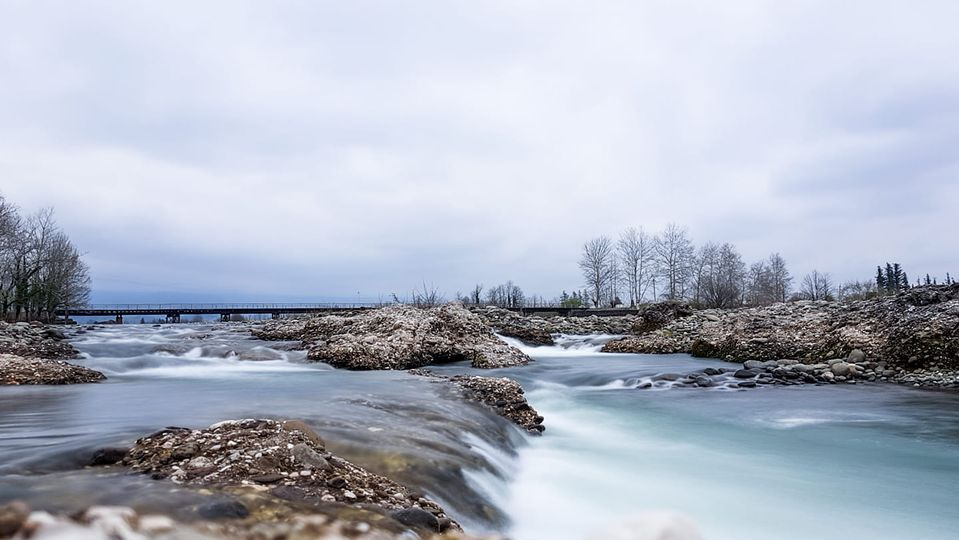